# 가지바바시

가지바바 시의 위치

가지바바시(마케도니아어: Општина Гази Баба)는 마케도니아 공화국의 수도인 스코페를 구성하는 10개 지방 자치체 가운데 하나로 면적은 92km2, 인구는 72,617명(2002년 기준)이다. '가지'(튀르키예어: Gazi)는 튀르키예어로 "참전 용사"를, '바바'(튀르키예어: Baba)는 "아버지"를 뜻한다. 남쪽으로는 페트로베츠 시와 스투데니차니 시, 아에로드롬 시, 서쪽으로는 첸타르 시와 차이르 시, 부텔 시, 북동쪽으로는 립코보 시, 동쪽으로는 아라치노보 시, 일린덴 시와 접한다.